# Château de Vicchiomaggio
Le château de Vicchiomaggio se situe sur la commune de Greve in Chianti, dans la province de Florence, en Toscane.
Son nom est issu de vico, du latin  viclum, signifiant bourg.

## Histoire
À l'origine le château (dont il reste aujourd'hui les tours et les murs fortifiés) s'appelait Vicchio dei Lambardi, parce qu'il appartenait à Littifredo Noble, fils d'Adolardo, de cette famille  lombarde.
Au XVIe siècle le château, devenu villa avec jardin, pris le nom de Vicchio Maggio pendant le gouvernement des Médicis, en relation au maggiolate di Calendimaggio qui se déroulait en présence de beaucoup de Florentins venus  pour l'occasion. Il a appartenu aux Gherardini puis aux Scolari.
La tour a depuis été couronné en style néogothique.
En 1964, le domaine fut  acquis par  Federico Matta venant  de Tonengo près d'Asti en Piémont, qui repartit ensuite à Londres pour son commerce de vins français et italiens. Il est repris en 1982 par son fils John Matta, le domaine restructuré  redevint le lieu de rencontre des élites de la région du Chianti et il en fit l'un des domaines réputés de la production viticole du Chianti.

## Sources
- (it) Cet article est partiellement ou en totalité issu de l’article de Wikipédia en italien intitulé « castello di Vicchiomaggio » (voir la liste des auteurs).